# Massingy (Côte-d’Or)
Massingy – miejscowość i gmina we Francji, w regionie Burgundia-Franche-Comté, w departamencie Côte-d’Or.
Według danych na rok 1990 gminę zamieszkiwało 130 osób, a gęstość zaludnienia wynosiła 14 osób/km² (wśród 2044 gmin Burgundii Massingy plasuje się na 780. miejscu pod względem liczby ludności, natomiast pod względem powierzchni na miejscu 972.).